# Kennebunk
Kennebunk ist eine Town im York County im US-Bundesstaat Maine. Im Jahr 2020 lebten dort 11.536 Einwohner in 6254 Haushalten auf einer Fläche von 113,62 km².

## Geographie
Nach dem United States Census Bureau hat Kennebunk eine Gesamtfläche von 113,62 km², von der 90,78 km² Land sind und 22,84 km² aus Gewässern bestehen.

### Geographische Lage
Kennebunk liegt im Südosten des York Countys am Atlantischen Ozean. Zentral im Gebiet fließt der Mousam River in südlicher Richtung und mündet im Atlantischen Ozean, ebenso der Kennebunk River, der die nordöstliche Grenze des Gebietes bildet. Im Nordosten befindet sich der Alewife Pond. Das Gebiet ist eher eben, ohne größere Erhebungen.

### Nachbargemeinden
Alle Entfernungen sind als Luftlinien zwischen den offiziellen Koordinaten der Orte aus der Volkszählung 2010 angegeben.
- Norden: Lyman, 15,4 km
- Nordosten: Arundel, 6,9 km
- Südosten: Kennebunkport 10,1 km
- Südwesten: Wells, 10,0 km
- Nordwesten: Alfred, 17,8 km

### Stadtgliederung
In Kennebunk gibt mehrere Siedlungsgebiete: Alewife, Bartlett Mills, Bartlett, Coopers Corner, Four Corners, Great Hill, Kennebunk, Kennebeach, Kennebunk Beach, Kennebunk Depot, Kennebunk Landing, Kennebunkport, Lower Kennebunk Village und West Kennebunk.

### Klima
Die mittlere Durchschnittstemperatur in Kennebunk liegt zwischen −6,1 °C (21 °F) im Januar und 20,6 °C (69 °F) im Juli. Damit ist der Ort gegenüber dem langjährigen Mittel der USA um etwa 9 Grad kühler. Die Schneefälle zwischen Oktober und Mai liegen mit bis zu zweieinhalb Metern mehr als doppelt so hoch wie die mittlere Schneehöhe in den USA; die tägliche Sonnenscheindauer liegt am unteren Rand des Wertespektrums der USA.

## Geschichte
Kennebunk wurde am 24. Juni 1820 als Town organisiert. Zuvor gehörte die Town zu Wells. Der Name Kennebunk bedeutet „langes abgeschnittenes Ufer“. Die Bezeichnung geht vermutlich auf den Grat Hill an der Mündung des Mousam River zurück. Das Gebiet gehörte zu den Wanderungsgebieten der indigenen Amerikaner, die in den Sommermonaten an den Küsten lebten. Die Erforschung des Gebietes durch Europäer erfolgte mit Bartholomäus Gosnold ab 1602. Dieser suchte eine nördliche Route nach Jamestown in Virginia. 1603 erforschte Martin Pring den Kennebunk River ein Stück landeinwärts. 1604 folgte Samuel de Champlain, der die Küste von Maine erforschte.
Eine erste dauerhafte Besiedlung durch Europäer startete in den 1620er Jahren und erfolgte entlang der Küste und an den Ufern des Kennebunk und des Mousam River. Durch die Indianerkriege in den 1690er Jahren wurden die meisten Siedler vertrieben. Erst nach 1760, nachdem die Kriege beendet waren, erreichten weitere Siedler dieses Gebiet. Mühlen wurden errichtet, Farmen gegründet und Holzwirtschaft betrieben. Auch der Schiffbau wurde betrieben. Erste Werften wurden um 1730 gegründet und Schiffbau wurde bis 1918 betrieben, als die letzte Werft schließen musste. An den Flüssen Kennebunk und Mosam konnten keine Schiffe mit den gewünschten Tonnagen gebaut werden, da selbst mit dem Aufstauen der Flüsse kein ausreichender Wasserstand hergestellt werden konnte.
Im Jahr 1868 wurde Land an Wells abgegeben.
Die Eisenbahn erreichte 1873 Kennebunk. Die Boston and Maine Railroad errichtete eine Strecke zwischen South Berwick und Portland, die über Kennebunk, Saco und Old Orchard Beach verlief.

### Einwohnerentwicklung
| Volkszählungsergebnisse – Town of Kennebunk, Maine | Volkszählungsergebnisse – Town of Kennebunk, Maine | Volkszählungsergebnisse – Town of Kennebunk, Maine | Volkszählungsergebnisse – Town of Kennebunk, Maine | Volkszählungsergebnisse – Town of Kennebunk, Maine | Volkszählungsergebnisse – Town of Kennebunk, Maine | Volkszählungsergebnisse – Town of Kennebunk, Maine | Volkszählungsergebnisse – Town of Kennebunk, Maine | Volkszählungsergebnisse – Town of Kennebunk, Maine | Volkszählungsergebnisse – Town of Kennebunk, Maine | Volkszählungsergebnisse – Town of Kennebunk, Maine |
| Jahr                                               | 1800                                               | 1810                                               | 1820                                               | 1830                                               | 1840                                               | 1850                                               | 1860                                               | 1870                                               | 1880                                               | 1890                                               |
| -------------------------------------------------- | -------------------------------------------------- | -------------------------------------------------- | -------------------------------------------------- | -------------------------------------------------- | -------------------------------------------------- | -------------------------------------------------- | -------------------------------------------------- | -------------------------------------------------- | -------------------------------------------------- | -------------------------------------------------- |
| Einwohner                                          |                                                    |                                                    | 2.145                                              | 2.233                                              | 2.323                                              | 2.650                                              | 2.679                                              | 2.603                                              | 2.852                                              | 3.172                                              |
| Jahr                                               | 1900                                               | 1910                                               | 1920                                               | 1930                                               | 1940                                               | 1950                                               | 1960                                               | 1970                                               | 1980                                               | 1990                                               |
| Einwohner                                          | 3.228                                              | 3.099                                              | 3.138                                              | 3.302                                              | 3.698                                              | 4.273                                              | 4.551                                              | 5.646                                              | 6.621                                              | 8.004                                              |
| Jahr                                               | 2000                                               | 2010                                               | 2020                                               | 2030                                               | 2040                                               | 2050                                               | 2060                                               | 2070                                               | 2080                                               | 2090                                               |
| Einwohner                                          | 10.476                                             | 10.798                                             | 11.536                                             |                                                    |                                                    |                                                    |                                                    |                                                    |                                                    |                                                    |

## Kultur und Sehenswürdigkeiten

### Museen
Das Brick Store Museum ist das Kunst- und Geschichtszentrum der Kennebunks und des südlichen Maine-Gebiets. Mit wechselnden Ausstellungen zeigt es das Leben der Menschen und die Entstehung der Orte des Gebietes. Es befindet sich in der 117 Main Street in Kennebunk.

### Bauwerke
In Kennebunk wurden mehrere Bauwerke, historische Stätten und Distrikte unter Denkmalschutz gestellt und ins National Register of Historic Places aufgenommen. Die Lage der historischen Stätten wird nicht bekannt gegeben.
- Kennebunk Historic District, 1974 unter der Register-Nr. 74000324.[10]
- Lower Alewive Historic District, 1994 unter der Register-Nr. 94000178.[11]

- Bourne Mansion, 1980 unter der Register-Nr. 80000381.[12]
- Hedden Site, 1991 unter der Register-Nr. 91001515.[13]
- Kennebunk High School, 2011 unter der Register-Nr. 11000584.[14]
- Lord Mansion, 1973 unter der Register-Nr. 73000158.[15]
- James Smith Homestead, 1982 unter der Register-Nr. 82001887.[16]
- Wallingford Hall, 2004 unter der Register-Nr. 04000372.[17]

## Wirtschaft und Infrastruktur

### Verkehr
Die Interstate 95 und der U.S. Highway 1 verlaufen in westöstlicher Richtung durch das Gebiet von Kennebunk. Ebenso die Maine State Route 9 im Süden des Gebietes. Die Maine State Route 35 und die Maine State Route 99 verlaufen in nordsüdlicher Richtung.

### Öffentliche Einrichtungen
Es gibt mehrere medizinische Einrichtungen in Kennebunk.
In Kennebunk befindet sich die Kennebunk Free Library in der Maine Street. Sie wurde 1881 gegründet.

### Bildung
Kennebunk gehört mit Arundel und Kennebunkport zum RSU 21.
Es werden folgende Schulen angeboten:
- Kennebunk Elementary School in Kennebunk mit Schulklassen von Pre-Kindergarten bis zum 2. Schuljahr
- Sea Road School in Kennebunk mit Schulklassen vom 3. bis 5. Schuljahr
- The Middle School of the Kennebunks in Kennebunk mit Schulklassen vom 6. bis 8. Schuljahr
- Kennebunk High School in Kennebunk mit Schulklassen vom 9. bis 12. Schuljahr
- Kennebunkport Consolidated School in Kennebunkport mit Schulklassen von Kindergarten bis 5. Schuljahr
- The Mildred L. Day School in Arundel mit Schulklassen von Kindergarten bis 5. Schuljahr

## Persönlichkeiten

### Söhne und Töchter der Stadt
- Clement Storer (1760–1830), Politiker
- George Barrell Emerson (1797–1881), Botaniker und Schulleiter
- Hugh McCulloch (1808–1895), Politiker und zweimaliger Finanzminister
- Francis H. Kimball (1845–1919), Architekt
- Harold I. Goss (1882–1962), Anwalt und Politiker, sowie Secretary of State von Maine

### Persönlichkeiten, die vor Ort gewirkt haben
- Aline Huke Frink (1904–2000), Mathematikerin und Hochschullehrerin